# Michèle Torr
Michèle Torr, właściwie Michelle Cléberte Tort (ur. 7 kwietnia 1947 w Pertuis) – francuska piosenkarka.
Debiutowała w 1964 roku. W 1966 roku piosenką „Ce Soir Je T'Attendais” reprezentowała Luksemburg podczas 11. Konkursu Piosenki Eurowizji, zajmując ostatecznie 10 pozycję. Jedenaście lat później ponownie wystąpiła w 22. odsłonie konkursu, jako reprezentantka Monako z piosenką „Une Petite Française” gdzie zajęła 4 miejsce.
Wykonywała między innymi utwory Jeana Albertini i Didiera Barbeliviena. Do jesieni 2008 roku nagrała 30 płyt winylowych, 26 CD, 10 singli, zarejestrowała 434 piosenki. Wydała dwie książki: w 1999 roku książkę kucharską z przepisami matki i w 2005 autobiografię.